# Douglas B-23 Dragon
El Douglas B-23 Dragon fue un bombardero medio bimotor de ala baja fabricado por la compañía estadounidense Douglas Aircraft Company durante la segunda mitad de los años 30, que más tarde se convertiría en avión de transporte. Similar al Douglas DC-3, se trataba de un modelo provisional en espera del suministro a gran escala del Boeing B-17. Fue el primer bombardero estadounidense que incorporó un puesto de tiro en la cola.

## Desarrollo

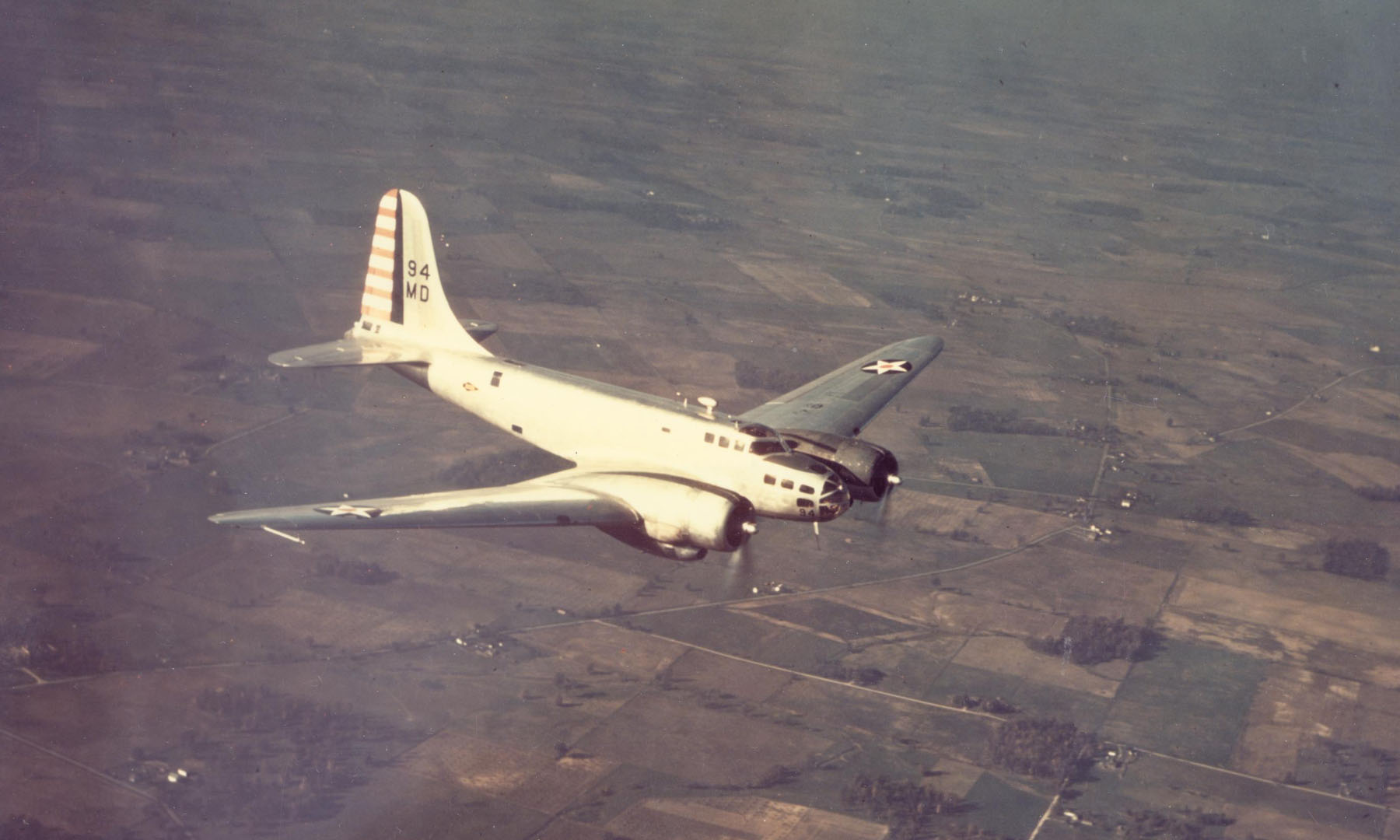
Douglas B-23 en vuelo.

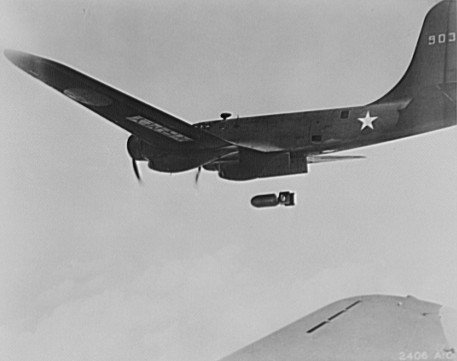
Douglas B-23 Dragon lanzando una bomba durante un vuelo de entrenamiento en 1942.

El Douglas B-18 Bolo, diseñado para cumplir un requerimiento de la Fuerza Aérea del Ejército de los Estados Unidos del año 1934, en el que se solicitaba un bombardero medio de altas prestaciones, tuvo ciertas deficiencias en su diseño, lo que motivó a la compañía Douglas Aircraft Company a desarrollar una versión perfeccionada, que recibió la designación B-23 y el nombre de Dragon. Este nuevo modelo sí resultó atractivo para la fuerza aérea, por lo que realizó un pedido de 28 de estos aviones.
Pese a que su configuración general era semejante a la de su predecesor, el diseño resultaba ser totalmente nuevo si se examinaba en detalle. Se aumentó la envergadura, el fuselaje era completamente distinto, de forma perfeccionada y más aerodinámica, y la cola tenía una deriva y un timón de dirección más altos. El tren de aterrizaje era del mismo tipo retráctil con rueda de cola, pero las góndolas motoras habían sido ampliadas, de modo que cuando las unidades principales se retraían durante el vuelo quedaban cubiertas por las prolongaciones de las góndolas, y la resistencia al avance era considerablemente inferior. Además, se había logrado un aumento de potencia del 60% incorporando motores Wright R-2600-3 Cyclone 14. Otra innovación consistía en un puesto de tiro en la cola, lo que convirtió al B-23 Dragon en el primer bombardero estadounidense que introducía dicha característica.
El vuelo inaugural se realizó el 27 de julio de 1939, y todos los B-23 fueron entregados ese mismo año. Las primeras evaluaciones, sin embargo, habían arrojado resultados decepcionantes en cuanto a prestaciones y características de vuelo. Más aún, las informaciones recibidas del teatro de guerra europeo durante el año 1940 indicaban claramente que un futuro desarrollo no podría mejorar su autonomía, carga de bombas y armamento en grado suficiente para hacerlo comparable con los bombarderos de los países inmersos en la contienda (o con aquellos que comenzaban a surgir en los Estados Unidos en ese momento). En consecuencia, estos aviones se limitaron a realizar servicios restringidos de patrulla en la costa pacífica de Estados Unidos y luego fueron relegados a misiones de entrenamiento.
Durante el año 1944, cerca del 15% de los Dragon fueron convertidos en transportes utilitarios bajo la designación UC-67; algunos de los aparatos restantes fueron empleados en diversas tareas, inclusive pruebas de motores, experimentos en el remolque de planeadores y evaluaciones de armas.
Una vez finalizada la Segunda Guerra Mundial, muchos de los B-23 y UC-67 excedentes fueron adquiridos por usuarios civiles. En su mayoría fueron modificados por el Departamento de Ingeniería de la compañía aérea Pan American y equipados para alojar a dos tripulantes y 12 pasajeros. Algunos de ellos permanecieron en el servicio civil durante cerca de treinta años.

## Variantes
B-23
Versión de bombardero bimotor del B-18 con fuselaje modificado, 38 construidos.
C-67
Conversión a transporte utilitario con provisión para el remolque de planeadores, 12 conversiones desde B-23, redesignados UC-67 en 1943.
UC-67
C-67 redesignados en 1943.

## Operadores
Estados Unidos
- Cuerpo Aéreo del Ejército de los Estados Unidos
- Fuerzas Aéreas del Ejército de los Estados Unidos

## Especificaciones

### Características generales
- Tripulación: Seis
- Longitud: 17,8 m (58,4 ft)
- Envergadura: 28 m (91,9 ft)
- Altura: 5,6 m (18,4 ft)
- Superficie alar: 92,3 m² (993,5 ft²)
- Peso vacío: 8677 kg (19 124,1 lb)
- Peso cargado: 12 000 kg (26 448 lb)
- Peso máximo al despegue: 14 700 kg (32 398,8 lb)
- Planta motriz: 2× motor radial de 14 cilindros en doble estrella refrigerado por aire Wright R-2600-3.
  - Potencia: 1194 kW (1646 HP; 1624 CV) cada uno.

### Rendimiento
- Velocidad máxima operativa (Vno): 454 km/h (282 MPH; 245 kt)
- Radio de acción: 2300 m (7546 ft) con 1800 kg de bombas
- Techo de vuelo: 9630 m (31 594 ft)
- Régimen de ascenso: 7,6 m/s (1496 ft/min)
- Carga alar: 130 kg/m² (26,6 lb/ft²)
- Potencia/peso: 200 kW/kg (0,17 hp/lb)

### Armamento
- Ametralladoras: 

  - 3 de 7,62 mm en el morro, puesto dorsal y en la parte ventral del avión
  - 1x  Browning M2 de 12,7 mm en el puesto de tiro de cola
- Bombas: 1814 kg

## Aeronaves relacionadas

### Desarrollos relacionados
- Douglas DC-3
- Douglas B-18 Bolo

### Aeronaves similares
- Douglas XB-22
- North American B-25 Mitchell
- Martin B-26 Marauder

### Secuencias de designación
- Secuencia B-_ (Bombarderos del USAAC/USAAF/USAF, 1926-1962): ← Y1B-20 - XB-21 - XB-22 - B-23 - B-24 - B-25 - B-26 →
- Secuencia C-_ (Aviones de Carga del USAAC/USAAF/USAF, 1924-1962): ← C-64 - C-65 - C-66 - C-67 - C-68 - C-69 - C-70/A/B/C/D →